# NGC 601
NGC 601 je galaksija u zviježđu Kit.

## Vanjske poveznice
- SEDS: NGC 0601